# Crossroad (浜崎あゆみの曲)
「crossroad」（クロスロード）は、日本の歌手・浜崎あゆみの49thシングル。2010年9月22日にavex traxより発売。

## 解説
50thシングルに向けた3作連続リリースの第2弾シングル。前作「MOON/blossom」から約2か月ぶりのリリースとなる。
「CD+DVD」1形態、「CDのみ」2形態の計3形態。3形態の違いは、ジャケット、CDの収録曲の違い等である（次項参照）。
2001年12月12日にayumi hamsaki & KEIKO名義で発売したシングル「a song is born」を手がけた小室哲哉が約9年ぶりに作曲・編曲を担当。なおこのシングル以降、数曲だが小室の作曲提供の依頼を定期的に行なっている（いずれも編曲は、中野雄太及びCMJKのどちらか）。2022年に発表した楽曲『MASK』はこのシングル以来およそ12年ぶりに編曲も手掛けている。
カップリング曲「SEVEN DAYS WAR」は小室の所属するTM NETWORKの1988年7月21日発売されたシングル楽曲のカヴァー。これは、浜崎が2010年10月に国立代々木競技場第一体育館で、初の同一会場での連続7日間ライブを行ったことにも引っ掛けている。
前作シングル曲「blossom」のミュージック・ビデオが収録され、東方神起のジェジュンと女優の比嘉愛未が出演しており、実写のミュージック・ビデオでは初めて浜崎本人が出演しないものとなっている。
初登場1位、累計売上は9.9万枚。

## 収録曲

### CD
1. crossroad "Original mix" [4:51]
作詞：ayumi hamasaki / 作曲・編曲：Tetsuya Komuro
QUALITA by H.I.S. CMイメージソング
2. SEVEN DAYS WAR "Original mix" [4:55]
作詞：Mitsuko Komuro / 作曲：Tetsuya Komuro / 編曲：CMJK
3. blossom "Clockwork yellow remix" [5:51]
Remixed by Clockwork yellow
4. MOON "Orchestra version" [6:15] ※ジャケットB(AVCD-31934)のみ
編曲：Yuta Nakano
5. blossom "Orchestra version" [4:02] ※ジャケットC(AVCD-31935)のみ
編曲：Yuta Nakano
6. crossroad "Original mix -Instrumental-" [4:51]
7. SEVEN DAYS WAR "Original mix -Instrumental-" [4:555]

### DVD
1. crossroad (video clip)
2. crossroad (making clip)
3. blossom (video clip)
アルバム『Love songs』にはディレクターズカット版を収録。また、ビデオクリップ集『A CLIP BOX 1998-2011』には、通常版・ディレクターズカット版の両方が収録されている。

## 収録アルバム
- crossroad
  - 『Love songs』
- SEVEN DAYS WAR
  - 『Love songs』(CD+DVD初回盤のCD､USB､MicroSDではライブバージョンを収録)

## 収録ライブ映像
- crossroad
  - 『a-nation'10 BEST HIT LIVE』 
    - 『A 50 SINGLES 〜LIVE SELECTION〜』
- SEVEN DAYS WAR
  - 『ayumi hamasaki Rock'n'Roll Circus Tour FINAL 〜7days Special〜』
  - 『ayumi hamasaki COUNTDOWN LIVE 2010-2011 A 〜do it again〜』
  - 『ayumi hamasaki Just the beginning -20- TOUR 2017 2018.2.20 Okinawa Convention Center』(TROUBLE)